# Gilles Tschudi

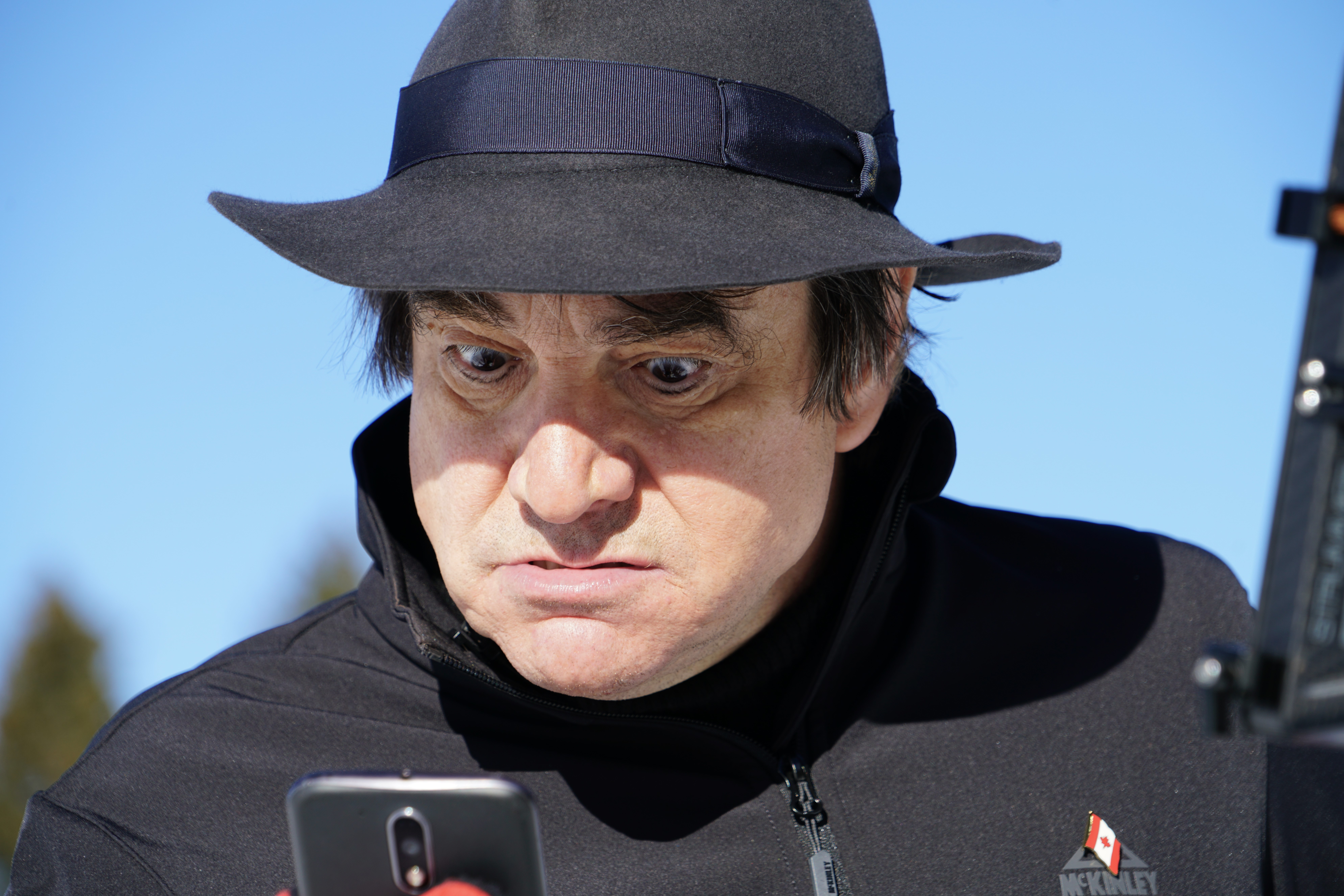
Gilles Tschudi in PhonY

Gilles Tschudi (Basilea, 6 marzo 1957) è un attore svizzero.

## Biografia
Gilles Tschudi è trascorso la sua infanzia a Basilea. È bilingue, parla il tedesco e il francese, e si è formato presso l'Accademia di teatro di Zurigo. Dal 1970 recita come attore teatrale, televisivo e cinematografico. Dal 1993 al 1998 ha fatto parte dell'ensemble del Theaters am Neumarkt di Zurigo.
Dal 1999 al 2007, ha recitato nella soap opera televisiva Lüthi und Blanc divenendo molto noto al pubblico del suo paese natale per il suo ruolo di Michael Frick, uno dei personaggi cattivi della serie TV.
Nel 2004 ha vinto il premio per la miglior performance in un ruolo non protagonista agli Swiss Film Prize per Mein Name ist Bach, il lungometraggio biografico, diretto da Dominique de Rivaz, basato sulla vita del compositore tedesco Johann Sebastian Bach.
Nel 2007 ha recitato il ruolo del trafficante Luini Antonio nella versione musical del romanzo I fratelli Neri (Die schwarzen Brüder) della scrittrice tedesca Lisa Tetzner.
Nel 2011 ha interpretato il ruolo di Herr Boeken nel film Romeos, diretto da Sabine Bernardi e presentato al Festival internazionale del cinema di Berlino.

## Filmografia

### Cinema
- Frau Rettich, die Czerni und ich, regia di Markus Imboden (1998)
- F. est un salaud, regia di Marcel Gisler (1998)

- Der Seelenspiegel, regia di Sven Schreivogel (1998)
- Komiker, regia di Markus Imboden (2000)
- Nomina Domini, regia di Ivan Engler - cortometraggio (2000)
- Les petites couleurs, regia di Patricia Plattner (2002)
- Mein Name ist Bach, regia di Dominique de Rivaz (2003)
- Tout un hiver sans feu, regia di Greg Zglinski (2004)
- Grounding - Die letzten Tage der Swissair, regia di Michael Steiner (2006)
- La vraie vie est ailleurs, regia di Frédéric Choffat (2006)
- Herbsterwachen, regia di Mirco Vogelsang - cortometraggio (2007)
- Hunkeler macht Sachen, regia di Markus Fischer (2008)
- Crossing Paths, co-regia collettiva - cortometraggio (2008)
- Tandoori Love, regia di Oliver Paulus (2008)
- Wo ist Max?, regia di Juri Steinhart - cortometraggio (2008)
- Soundless Wind Chime, regia di Kit Hung (2009)
- Completition, regia di Ari Zehnder - cortometraggio (2009)
- Cargo, regia di Ivan Engler e Ralph Etter (2009)
- Opération Casablanca, regia di Laurent Nègre (2010)
- Romeos, regia di Sabine Bernardi (2011)
- Neutral Territory, regia di Josias Tschanz (2011)
- Monsieur Du Lit, regia di Timo von Gunten - cortometraggio (2011)
- A quoi tu joues, regia di Jean-Guillaume Sonnier - cortometraggio (2011)
- Draussen ist Sommer, regia di Friederike Jehn (2012)
- Le retour, regia di Daniel Torrisi - cortometraggio (2013)
- Plotpoint, regia di Martin Joss e Mauro Villagran - cortometraggio (2013)
- Tempo Girl, regia di Dominik Locher (2013)
- 29. Juli, regia di Atila Ulcay - cortometraggio (2013)
- I ponti di Sarajevo (Ponts de Sarajevo), co-regia collettiva (2014) - (episodio "My Dear Night")
- Sils Maria (Clouds of Sils Maria), regia di Olivier Assayas (2014)
- 20 Regeln für Sylvie, regia di Giacun Caduff (2014)
- Die weisse Lilie, regia di David Borter (2014)
- Sweet Girls, regia di Jean-Paul Cardinaux e Xavier Ruiz (2015)
- Tinou, regia di Res Balzli (2016)
- Les Vautours, regia di Sonia Rossier - cortometraggio (2016)
- La femme et le TGV, regia di Timo von Gunten - cortometraggio (2016)
- Le Voyageur, regia di Timo von Gunten (2016)
- Reprise, regia di Renato Berta - cortometraggio (2017)
- Et au pire, on se mariera, regia di Léa Pool (2017)
- Anuk III - Die Dunkle Flut, regia di Luke Gasser (2018)

### Televisione
- Agathe, regia di Anne Deluz (2003)
- Lücken im Gesetz, regia di Christof Schertenleib (2004)
- Lilo & Fredi, regia di Gitta Gsell (2004)
- Das Paar im Kahn, regia di Marie-Louise Bless (2004)
- Tod einer Ärztin, regia di Markus Fischer (2005)
- Sartre, l'âge des passions, regia di Claude Goretta (2006)
- Frühling im Herbst, regia di Petra Biondina Volpe (2009)
- Hunkeler und der Fall Livius, regia di Stefan Jäger (2009)
- Silberkiesel - Hunkeler tritt ab, regia di Markus Fischer (2011)
- Hunkeler und die Augen des Ödipus, regia di Christian von Castelberg (2012)
- Der Teufel von Mailand, regia di Markus Welter (2012)
- Das alte Haus, regia di Markus Welter (2013)

### Serie TV
- Lüthi und Blanc – serie TV, episodi 1x2 (1999)

- Sauvetage – serie TV, episodi 2x1 (2002)
- Aktenzeichen XY... ungelöst! – serie TV, 1 episodio (2009)
- Görev Pesinde - Der Auftrag – serie TV, 1 episodio (2009)
- Tatort – serie TV, episodi 1x753 (2010)
- Die Schweizer - Les Suisses - Gli Svizzeri - Ils Svizzers – serie TV, episodi 1x3-1x4 (2013)
- L'Heure du Secret 2 – serie TV, 1 episodio (2014)